# PDF Solutions
 (août 2019).
 (août 2019).
PDF Solutions (NASDAQ : PDFS) est une multinationale américaine fondée en 1992. Elle produit des logiciels, du matériel et des propriétés intellectuelles (IP) à base de semi-conducteurs pour la fabrication et le test de circuits intégrés et de systèmes sur puces dans les dispositifs électroniques tels que les smartphones, les ordinateurs et les systèmes avancés d'assistance au conducteur (ADAS) des automobiles modernes.
La société a son siège à Santa Clara, en Californie, et exerce ses activités au Canada, en Chine, en France, en Allemagne, en Italie, au Japon, en Corée et à Taïwan.

## Principaux actionnaires
Au 30 décembre 2019/
| OppenheimerFunds              | 9,29% |
| Invesco Advisers              | 9,27% |
| Presidio Management Group     | 8,11% |
| T. Rowe Price Associates IM   | 7,94% |
| John Kachig Kibarian          | 7,77% |
| The Vanguard Group,           | 5,87% |
| Dimensional Fund Advisors     | 5,51% |
| VIEX Capital Advisors         | 5,46% |
| Kimon W. Michaels             | 4,86% |
| Needham Investment Management | 4,03% |